# Bodian Massa
Bodian Massa (* 21. Oktober 1997 in Marseille) ist ein französischer Basketballspieler.

## Laufbahn
Massa ist senegalesischer Abstammung. Er wuchs in Aulnay-sous-Bois und in Marseille auf, spielte Fußball und war ab 2013 im Großraum Marseille Basketballspieler beim Verein Élan Sportif des Pennes-Mirabeau. Bei Fos Provence Basket gelang ihm der Sprung in die zweite französische Liga, seinen ersten Einsatz verbuchte er in der Saison 2016/17. Bei Saint-Chamond Basket schaffte Massa im Spieljahr 2018/19 in der zweiten Liga den Durchbruch und war anschließend auch bei Fos Provence Basket Leistungsträger.
In der Sommerpause 2022 wurde Massa vom Erstligisten SIG Straßburg verpflichtet. Er erzielte in der Saison 2022/23 in der französischen Liga im Durchschnitt 7,8 Punkte und 7 Rebounds je Begegnung. JL Bourg Basket gab im Juni 2023 Massas Verpflichtung bekannt. Wegen eines Anfang September 2023 festgestellten Ermüdungsbruches im Fuß verpasste er Teile der Vorbereitung auf das Spieljahr 2023/24. Im April 2024 stand er mit Bourg in den beiden Endspielen des europäischen Wettbewerbs Eurocup, er verpasste mit seiner Mannschaft jedoch den Titelgewinn.
Massa wechselte 2024 ins Ausland, stieß zum spanischen Erstligisten Bàsquet Manresa. Für die Mannschaft stand er während des Spieljahres 2024/25 in der Liga ACB in 28 Begegnungen auf dem Feld und erzielte im Durchschnitt 5,4 Punkte sowie 5,5 Rebounds. Im Juli 2025 wurde er von ASVEL Lyon-Villeurbanne verpflichtet.

### Nationalmannschaft
Ende Februar 2023 gab Massa seinen Einstand in der französischen Nationalmannschaft, als er im WM-Qualifikationsspiel gegen Litauen elf Punkte erzielte.